# АУ220М
АУ220М «Байкал» — российский необитаемый боевой модуль с 57-мм пушкой 2А91 разработки ЦНИИ «Буревестник».
АУ-220М выполнен в виде дистанционно-управляемой артиллерийской установки предназначенной для установки на перспективные и модернизированные боевые машины с целью повышения огневой мощи мотострелковых и десантных подразделений. Мощность боеприпасов 57-мм пушки 2А91 позволяет поражать на поле боя большинство существующих броневых объектов. Пушка представляет собой усовершенствованный вариант орудия зенитного артиллерийского комплекса С-60.
АУ-220М помимо 57-мм пушки и 7,62-мм пулемёта включает в себя систему управления огнём для обнаружения целей, управления стрельбой в движении. СУО состоит из прицельного комплекса, лазерного дальномера и двухплоскостного стабилизатора пушки.
Впервые необитаемый модуль был показан в 2015 году на международных военно-технических выставках «Армия-2015» в Москве и IDEX 2015 в Абу-Даби (ОАЭ).

## Тактико-технические характеристики
- Длина: 5820
- Ширина: 2100
- Высота: 1300
- Углы наведения, град.:
  - по горизонтали: 360
  - по вертикали: −5…+60
- Орудие: 2А91
- Снаряд: 57×348 мм SR
- Энергия: 1400 кДж[3]

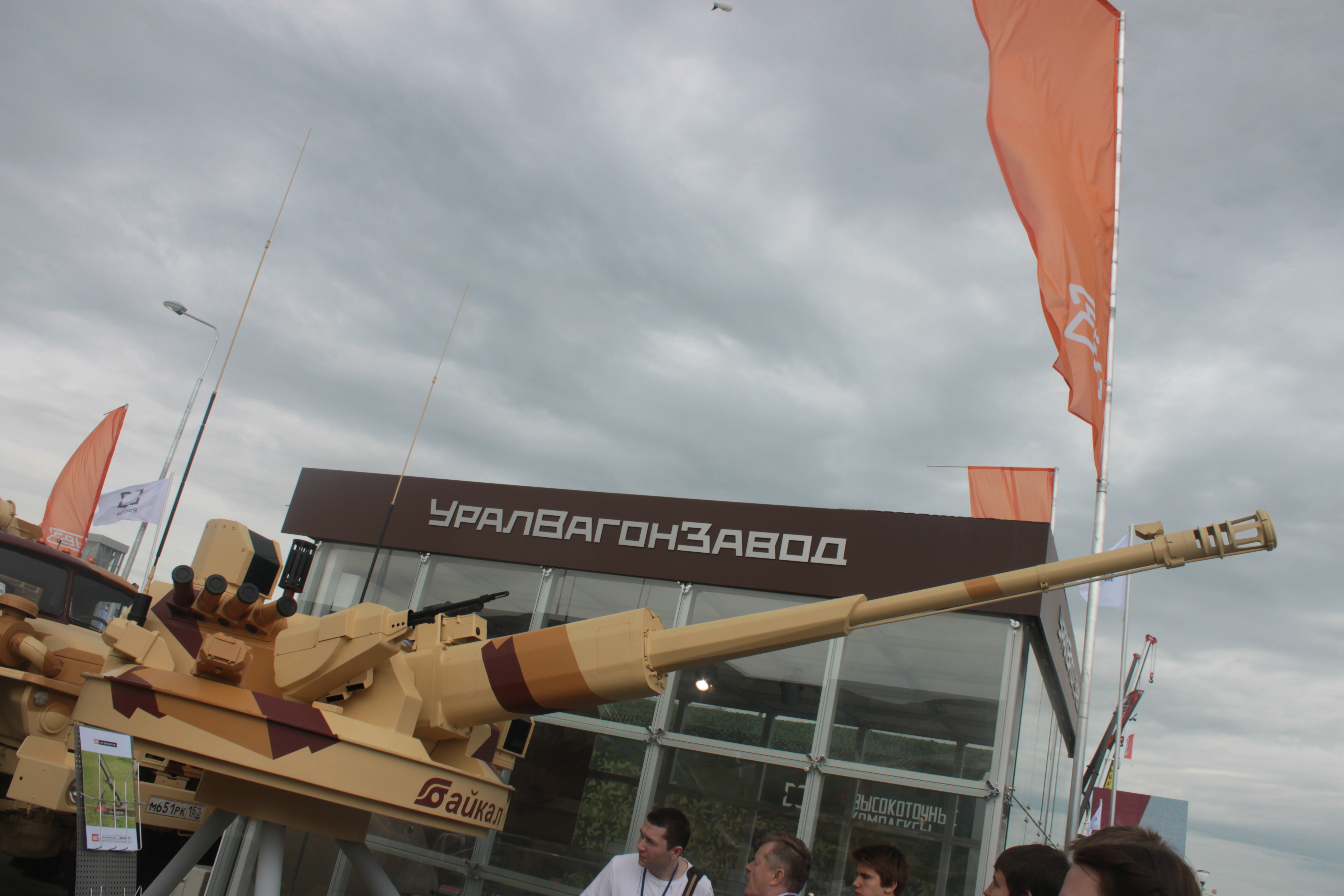
АУ220М в парке «Патриот».

- Скорострельность пушки, выстр./мин.: 80
- Дальность стрельбы, м: 14 500
- Начальная скорость снаряда, м/с: 1000
- Боекомплект, выстр.: 80